# 마리야 울리야노바 (1835년)
마리야 알렉산드로브나 울리야노바(러시아어: Мари́я Алекса́ндровна Улья́нова, 1835년 3월 6일(구력 2월 22일)~1916년 7월 25일(구력 7월 12일))는 러시아 제국의 인물이다. 결혼 전 이름은 마리야 알렉산드로브나 블란크(러시아어: Мари́я Алекса́ндровна Бланк)였으며 블라디미르 레닌의 어머니이다.

## 생애
마리야는 1835년 3월 6일 상트페테르부르크에서 부유한 의사였던 알렉산드르 드미트리예비치 블란크(러시아어: Александр Дмитриевич Бланк)와 안나 이바노브나 그로쇼프(러시아어: Анна Ивановна Гроссшопф) 사이에서 6명의 아이들 중 한 명으로 태어났다. 알렉산드르 블란크의 출신에 관해서는 동방 정교회로 개종한 유대인, 혹은 예카테리나 2세가 러시아 제국으로 편입시킨 독일 식민지 주민들의 후손이라는 견해가 있다. 그가 동방 정교회로 개종한 유대인이며 본명이 스룰 모셰비치 블란크, 혹은 이스라일 모이세에비치 블란크라고 하는 자료가 있으나 일부 역사가들은 그 인물은 비슷한 이름을 가진 다른 인물이라고 주장한다. 마리야의 어머니 안나 이바노브나는 스웨덴계 독일인 요한 그로쇼프(독일어: Johann Groschopf)와 루터교 신자였던 스웨덴인 안나 외스테드트(스웨덴어: Anna Östedt) 사이에서 태어났다.
1838년 마리야의 어머니가 세상을 떠났고 아버지 알렉산드르는 시누이 예카테리나 이바노브나(러시아어: Екатерина Ивановна)에게 자녀들의 양육권을 맡겼다. 이들은 카잔 근처에 땅을 매입한 후 자녀들과 함께 그곳으로 이사했다.
마리야는 독일어, 프랑스어, 영어, 러시아 문학과 서양 문학에 관한 지식을 재택학습으로 습득했다. 이후 그녀는 1863년 교외 학위를 받았고 초등학교 교사가 되었으며 같은 해에 물리학과 수학 교사로 활동하던 일리야 니콜라예비치 울리야노프와 결혼했다. 이울리야노프 가족은 펜자에서 살다가 니즈니노브고로드를 거쳐 일리야가 초등학교의 장학관으로 임명되면서 근무지가 있는 심비르스크로 이주했다.
마리야는 삶 속에서 가족들을 잃었다. 1869년 그녀의 아이였던 올가가 사망했고 1873년 니콜라이가 사망했다. 1886년에는 남편 일리야 울리야노프가 사망했고 1887년에는 장남 알렉산드르 울리야노프가 정치범으로 사형되었다. 1891년에는 딸 올가 울리야노바가 사망했고 안나 울리야노바, 블라디미르 울리야노프, 드미트리 일리치 울리야노프, 마리아 울리야노바 또한 정치범으로 체포와 추방을 반복했다.
그녀는 추방된 가족들과 지속적으로 소통했으며 1902년 여름 프랑스 제3공화국에, 1910년 가을 스톡홀름에 머물고 있던 블라디미르를 찾아갔다. 그녀는 1916년 81세의 나이에 사망했다.

## 가족 관계
마리야는 1863년 일리야 니콜라예비치 울리야노프와 결혼했고 그가 1886년 사망할 때까지 함께했다. 이들 사이에는 8명의 자식들이 있었고 2명은 영아일 때 사망했다.
- 안나 울리야노바 (1864-1935)
- 알렉산드르 울리야노프 (1866-1887)
- 올가 (1868-1869)
- 블라디미르 울리야노프 (1870-1924)
- 올가 울리야노바 (1871-1891)
- 니콜라이 (1873-1873)
- 드미트리 일리치 울리야노프 (1874-1943)
- 마리야 울리야노바 (1878-1937)